# آنا والملك
آنا والملك (بالإنجليزية: Anna and the King)‏ هو فيلم دراما تم إنتاجه في الولايات المتحدة وصدر في سنة 1999. الفيلم من إخراج أندي تننت من بطولة جودي فوستر وتشاو ين فات وباي لينغ وتوم فيلتون.

## القصة
القصة تتحدث عن معلمة إنجليزية حادة الذكاء يتم دعوتها من قبل ملك (سيام) لتدريس ابناءه الذي يتجاوز عددهم 60 اللغة الإنجليزية..ينشأ بين الملك والمدرسة الكثير من المواقف الحادة التي تظهر حكمة وطيبة الملك وذكاءالمدرسة لينتهي بهم الحال واقعان في الحب..

## الميزانية والإيرادات
بلغت تكلفة إنتاج الفيلم حوالي 92 مليون دولار بينما حقق أرباحا تقدر بـ 113,996,937 دولار.

## وصلات خارجية
- آنا والملك على موقع IMDb (الإنجليزية)
- آنا والملك على موقع ميتاكريتيك (الإنجليزية)
- آنا والملك على موقع روتن توميتوز (الإنجليزية)
- آنا والملك على موقع نتفليكس (الإنجليزية)
- آنا والملك على موقع ألو سيني (الفرنسية)
- آنا والملك على موقع Turner Classic Movies (الإنجليزية)
- آنا والملك على موقع أول موفي (الإنجليزية)
- آنا والملك على موقع بوكس أوفيس موجو (الإنجليزية)
- آنا والملك على موقع فيلمافينيتي (الإسبانية)
- آنا والملك على موقع قاعدة بيانات الأفلام السويدية (السويدية)